# Єпархіальні збори
Єпархіальні збори на чолі з єпархіальним архієреєм у Православ'ї у низці автокефальних Церков є найвищим органом управління єпархією. До складу Єпархіальних зборів зазвичай входять представники кліру, чернецтва та мирян, які проживають на території єпархії.

## Українська православна церква (Московського патріархату)
В Українській православній церкві (Московського патріархату) єпархіальні збори скликаються єпархіальним архієреєм за потребою, але не рідше одного разу на рік. Процедура обрання членів Єпархіальних зборів визначається Єпархіальною радою.
Єпархіальні збори:
- обирають делегатів на Собори Української православної церкви;
- обирають членів Єпархіальної ради;
- утворюють необхідні єпархіальні установи та піклуються про їхнє фінансове забезпечення;
- виробляють загальноєпархіальні правила та приписи згідно із постановами Соборів, Соборів єпископів та рішеннями Священного синоду Української православної церкви;
- наглядають за єпархіальним життям;
- заслуховують повідомлення про стан єпархії, про роботу єпархіальних установ, про життя монастирів і ухвалюють згідно з ними рішення;
- головою Єпархіальних зборів є єпархіальний архієрей; єпархіальні збори обирають заступника голови і секретаря; заступник голови може керувати зборами за дорученням голови;
- секретар відповідає за підготовку журналів засідань Єпархіальних зборів[1].

Кворум зборів складає більшість (більше половини) членів. Рішення ухвалюються більшістю голосів. У випадку рівності голосів голос головуючого є вирішальним. Єпархіальні збори працюють згідно з ухваленим регламентом. Журнали засідань Єпархіальних зборів підписують головуючий, його заступник, секретар та обрані для цього двоє членів зборів.

### Сайти
- Статут про управління Української Православної Церкви.